# Dominique Tang Yi-ming
Dominique Tang Yi-ming (en chinois simplifié: 邓以明; en chinois traditionnel: 鄧以明), né le 13 mai 1908 à Hong Kong et décédé le 27 juin 1995 à Stamford, au Connecticut (États-Unis), était un prêtre jésuite chinois. Nommé administrateur apostolique de Canton (Guangzhou), et consacré évêque en 1951, peu après la révolution chinoise, il est arrêté en 1958 et passe 22 ans en prison. En 1981, il est nommé archevêque de Canton, mais doit vivre le reste de sa vie en exil.

## Évêque de Canton
Né le 13 mai 1908 dans une famille catholique de Hong Kong, Dominique Tang entre au noviciat jésuite en Espagne en août 1930. Revenu en Chine, il fait ses études à Shanghai et est ordonné prêtre à l'âge de 33 ans le 31 mai 1941, durant la seconde guerre mondiale. Après son ordination, il travaille comme prêtre de paroisse dans la province de Canton (Guangzhou). Il en dirige l’école primaire, et est actif dans le travail social.  
Le 1er octobre 1950, le pape Pie XII le nomme administrateur apostolique du diocèse de Canton (Guangzhou) et un an plus tard, le 13 février 1951, il est consacré évêque titulaire d'Elatea (de) par Mgr Gustave Deswazières MEP, évêque de Beihai, qui dit de lui : « en acceptant la nomination du Saint-Siège en ces temps difficiles, le nouvel évêque fait montre d’obéissance parfaite et d’un grand esprit de sacrifice ».

## Vingt-deux ans de prison
Tang est arrêté le 5 février 1958. Le gouvernement chinois lui reproche d’être le «chien le plus fidèle du Vatican réactionnaire». Sa fidélité au Saint-Siège lui vaut d’être inculpé de trahison. Il ne fut jamais traduit en justice et donc jamais condamné de quelque crime que ce soit. Néanmoins Mgr Tang passe 22 ans en prison parce qu'il refuse toute compromission dans sa loyauté envers le pape. 
Sa libération inattendue le 5 novembre 1980 est due au développement d’un grave cancer. Il est autorisé à se faire opérer à Hong Kong, sa ville natale. Le 26 mai 1981, à l'âge de 73 ans, le pape Jean-Paul II le nomme archevêque de Canton (Guangzhou), nomination rejetée par le gouvernement chinois. Il lui est impossible de rentrer dans son diocèse. Il est le dernier évêque de Canton officiellement reconnu par le Saint-Siège.
Souvent invité à parler de ses années passées en prison, jamais il ne montre quelque amertume que ce soit. Il raconte les brimades et épreuves subies dans un livre de mémoires : ‘How Inscrutable His Ways!’ et les transforme en expériences spirituelles. 
Ainsi : « En prison, j'ai toujours demandé à Dieu de m'accorder la grâce de progresser dans la vertu, par exemple en humilité et obéissance. Je n’ai jamais obéi qu’aux règlements qui n’étaient pas contraire aux principes de ma foi. Je veux être doux et aimable avec les autres, sans résister aux mauvais traitements reçus.  Lorsque contrôlé et battu je ne suis pas plaint. La prison fournit de nombreuses occasions de pratiquer la vertu ».    Et encore : « Quand j'étais séminariste, j'ai appris à faire la volonté de Dieu. La volonté de Dieu me demandait de pratiquer la vertu en prison. Il s'agissait d'amour de Dieu pour moi ».

## Dernières années
Dominique Tang meurt à Stamford, au Connecticut (États-Unis) à l'âge de 87 ans et est inhumé à la mission sainte-Claire d’Assise, à Santa Clara, en Californie.